# Грэй, Лорна
Ло́рна Грэй (англ. Lorna Gray), имя при рождении Вирджи́ния Мэй Па́унд (англ.  Virginia Mae Pound; 26 июля 1917 года — 30 апреля 2017 года) — американская актриса, известная комическими ролями, а позднее ролями злодеек в фильмах 1930—1950-х годов.
Она начала кинокарьеру в 1937 году под именем Вирджиния Паунд. После перехода на студию Columbia Pictures в 1938 году она сменила имя на Лорна Грэй, под которым снималась до 1945 года, а после подписания контракта с Republic Pictures в 1946 году снималась под именем Э́дриан Бут (англ.  Adrian Booth).
Грэй сыграла в таких фильмах «Ранчо Красной реки» (1938), «Мистер Смит едет в Вашингтон» (1939), «Чума с Запада» (1939), «Человек, которого не смогли повесить» (1939), «Летающие джимены» (1939), «Дедвуд Дик» (1940), «Сквозь горе, тоску и утраты» (1943), а также в нескольких комедийных короткометражках про Трёх балбесов. Начиная с 1941 года, она сыграла главные роли в четырёх приключенческих киносериалах, многочисленных вестернах и криминальных фильмах на студии Republic.

## Ранние годы и начало карьеры
Лорна Грэй, имя при рождении Вирджиния Паунд, родилась 26 июля 1917 года в Гранд-Рапидс, Мичиган. (Некоторые источники называют годом её рождения также 1918, 1921 и 1924).
В период Великой депрессии шляпочный бизнес её отца обанкротился, после чего семья распалась. Подростком Вирджиния была взята в качестве вокалистки в оркестр Роджера Прайора (англ. Roger Pryor). Она также пела в Кливленде в группе под названием Ben Yost’s Varsity Coeds, которая выступала главным образом в кинотеатрах перед началом сеансов. По информации журналиста Майка Барнса, Вирджиния «завоевала титул мисс Мичиган на конкурсе красоты, после чего работала моделью, певицей и эстрадной артисткой».

## Карьера в кинематографе
Впервые она появилась на экране под именем Вирджиния Паунд на студии Paramount Pictures в эпизодической роли в спортивной мелодраме «Держи их, моряки» (1937) с Лью Эйрсом в главной роли. Вскоре последовали эпизодические роли на Paramount (без упоминания в титрах) в таких фильмах, как музыкальная комедия «Впечатления на всю жизнь» (1937), приключенческий фильм «Флибустьер» (1938), драма «Скандальная хроника» (1938) и музыкальная комедия «Большое радиовещание в 1938 году» (1938).
После пяти фильмов на Paramount Pictures под своим настоящим именем, она перешла на студию Columbia Pictures, где вплоть до 1945 года сыграла более чем в 50 фильмах под именем Лорна Грэй. Она работала в подразделении В студии, иногда отправляясь в аренду на студии Republic или Monogram.
Её первой работой на Columbia стала роль второго плана в приключенческой мелодраме «Приключение в Сахаре» (1938), за которой последовала второго плана в вестерне «Ранчо Красной реки» (1938) с Джоном Уэйном в главной роли. Год спустя Грэй сыграла главные женские роли в короткометражной комедии с Бастером Китоном «Чума с Запада» (1939) и в фильме ужасов с Борисом Карлоффом «Человек, которого не смогли повесить» (1939). В том же году она сыграла главные женские роли в криминальном экшне «Летающие джимены» (1939), комедийном музыкальном вестерне «Незнакомец из Техаса» (1940), а год спустя — в приключенческих экшнах «Дедвуд Дик» (1940) и «Барабаны пустыни» (1940). Грэй можно также увидеть в эпизодических ролях в некоторых фильмах категории А, в частности, в сатирической драме «Мистер Смит едет в Вашингтон» (1939) и в военной мелодраме «Сквозь горе, тоску и утраты» (1943). Кроме того, «темноволосая красавица» также исполнила комедийные роли в нескольких классических короткометражках с Тремя балбесами, среди них «Три дурачка» (1939), «Рано ложиться, рано вставать» (1939), «Прокатиться по Скалистым горам» (1940) и «Ты нацистский шпион!» (1940) (в последнем фильме она сыграла шпионку по имени Матти Харринг).
В 1941 году она ушла с Columbia и начала долговременное сотрудничество со студией Republic Pictures, где снималась в вестернах, триллерах, фильмах ужасов и особенно в киносериалах, на которых студия специализировалась. Первоначально Грэй работала с Republic по разовым контрактам, но в феврале 1945 года подписала со студией долгосрочный контракт, который действовал до июня 1951 года. Как отметил историк жанра вестерн Чак Андерсон, «контракт дал мисс Бут твёрдую зарплату и определённые трудовые гарантии. Однако при этом Republic могла использовать её часто и в любых фильмах по своему усмотрению». Вскоре после подписания контракта с Republic Лорна Грэй сменила экранное имя на Эдриан Бут.

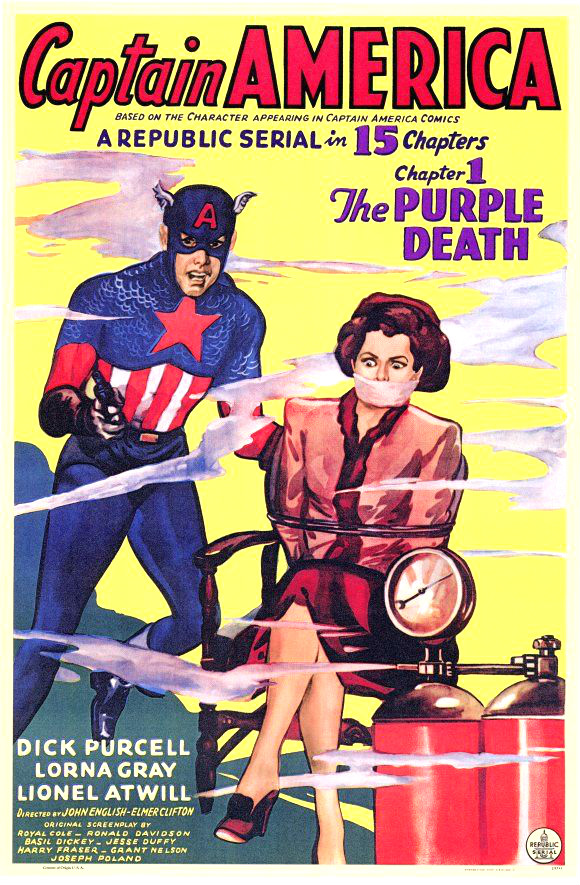
Постер киносериала «Капитан Америка» (1944)

По мнению Андерсона, «наиболее памятные роли Грэй сыграла в четырёх приключенческих киносериалах студии Republic Pictures». Сначала она была злой Вултурой в приключенческом экшне «Опасности Ниоки» (1942), затем отважной помощницей главного героя в фантастическом приключенческом экшне «Капитан Америка» (1944), и наконец крутой сообщницей крупного преступника в криминальном экшне «Федеральный оператор 99» (1945). В своём четвёртом киносериале, криминальном экшне «Дочь Дона К» (1946) Грэй (уже как Бут) сыграла положительную героиню Долорес Куинтеро, которая вместе со знакомым журналистом даёт отпор банде грабителей и убийц, решивших уничтожить членов её семьи и захватить их земли.
Как отмечает Андерсон, в период с 1946 по 1951 год Грэй (как Бут) провела более чем половину своего экранного времени в различных вестернах студии Republic. В частности, она сыграла главные женские роли в восьми музыкальных вестернах с Монти Хейлом, среди которых «От калифорнийского пути» (1946), который был одним из лучших её вестернов, «По орегонской тропе» (1947), «Под небесами Колорадо» (1947) и «Калифорнийский смутьян» (1948). Она также сыграла главные женские роли в трёх вестернах с участием Рода Камерона — «Грабители» (1948), «Сера» (1949) и «О! Сюзанна» (1951). Она также была партнёршей Билла Эллиотта в вестернах «Галантный легион» (1948), «Последний бандит» (1949) и «Жестокая орда» (1950).
Кроме того, в 1940-е годы Грэй сыграла главные и вторые главные женские роли в нескольких криминальных фильмах, среди них, детектив «Девушка, которая отважилась» (1944) на студии Republic, криминальные комедии «Манекенщица» (1945) и «Приключения Китти О’Дэй» (1945) на Monogram Pictures, криминальный триллер «Разоблачение» (1947) и фильм нуар «Укрытие» (1949), а также в фильм ужасов «Долина зомби» (1946) (все три последних — на студии Republic). Грэй завершила актёрскую карьеру, сыграв в главные роли в приключенческих фильмах «Морской шершень» (1951) и «Жёлтый плавник» (1951).

## Актёрское амплуа и оценка творчества

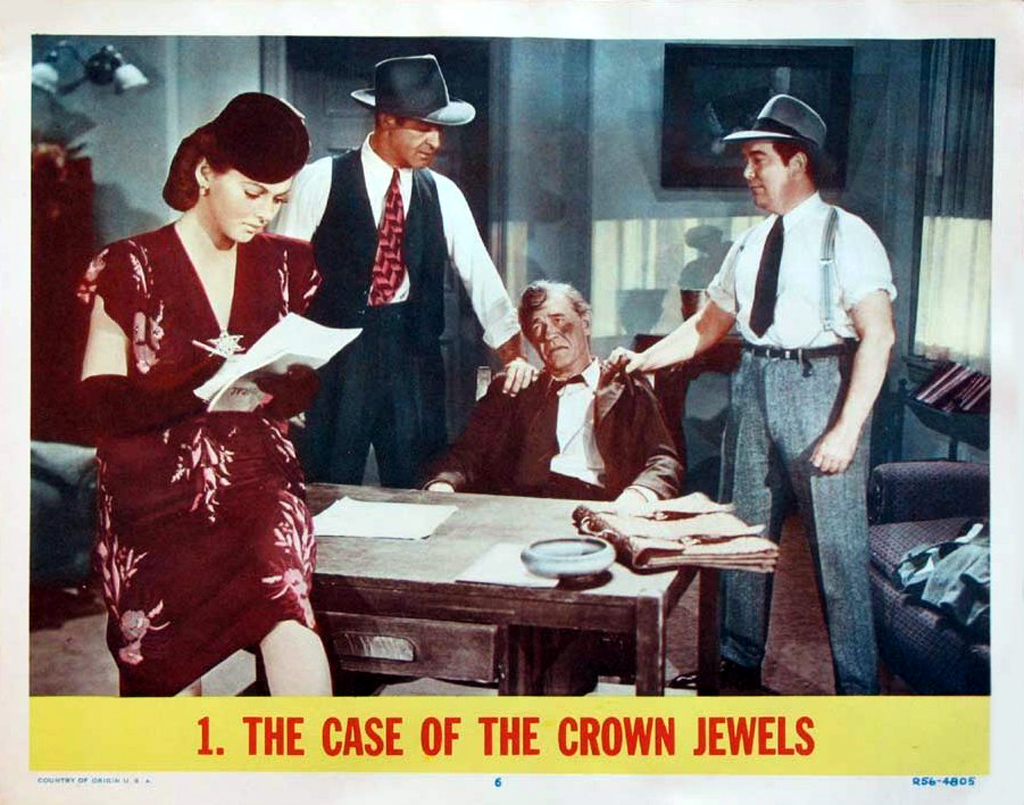
Постер киносериала «Федеральный оператор 99» (1945)

Как отметил Андерсон, Лорна Грэй была «привлекательной брюнеткой», которую «можно увидеть как в захватывающих киносериалах (где она играла как хороших, так и плохих девушек), так и в вестернах категории В (где, как правило, играла героинь), а также в комедийных короткометражках». Когда она не снималась в полнометражных фильмах, Columbia использовала её в комедийных короткометражках с участием трёх балбесов и Бастера Китона, «где она проявила себя довольно хорошо». Кроме того, «иногда она играла роли второго плана в фильмах категории А», таких как «Мистер Смит едет в Вашингтон» и «Сквозь горе, тоску и утраты» (1943). По словам Барнса, за время своей карьеры Грэй играла с такими звёздами, как Джон Уэйн, Бастер Китон, Борис Карлофф и Джеймс Стюарт. По словам историка кино Хэла Эриксона, Грэй, «была хорошо принята публикой в таких фильмах, как „Долина зомби“ (1946), „О! Сюзанна“ (1950) и „Морской шершень“ (1951), однако она так и не поднялась до высших эшелонов звёздности».

## Последующая жизнь
После ухода из кино Грэй в течение многих лет работала во Всемирном фонде усыновления, агентстве по усыновлению, которое основала актриса Джейн Расселл.
Она также стала рукоположенным священнослужителем.

## Личная жизнь
В 1949 году Грэй вышла замуж за актёра Дэвида Брайана, с которым прожила вплоть до его смерти в 1993 году.

## Смерть
Лорна Грэй умерла 30 апреля 2017 года в своём доме в Шерман-Окс, не дожив трёх месяцев до своего 100-летия.

## Фильмография
| Год  |     | Русское название                     | Оригинальное название          | Роль                                              |
| ---- | --- | ------------------------------------ | ------------------------------ | ------------------------------------------------- |
| 1937 | ф   | Держи их, флот                       | Hold 'Em Navy                  | девушка (в титрах указана как Вирджиния Паунд)    |
| 1937 | ф   | Впечатления на всю жизнь             | Thrill of a Lifetime           | хористка (в титрах не указана)                    |
| 1938 | ф   | Приключение в Сахаре                 | Adventure in Sahara            | Карла Престон                                     |
| 1938 | ф   | Ранчо Красной реки                   | Red River Range                | Джейн Мейсон                                      |
| 1938 | ф   | Разгром шпионской сети               | Smashing the Spy Ring          | медсестра Анна Лоринг                             |
| 1938 | ф   | Флибустьер                           | The Buccaneer                  | (в титрах не указана)                             |
| 1938 | ф   | Скандальная хроника                  | Scandal Street                 | (в титрах не указана)                             |
| 1938 | ф   | Большое радиовещание в 1938 году     | The Big Broadcast of 1938      | разведённая (в титрах не указана)                 |
| 1939 | ф   | Летающие джимены                     | Flying G-Men                   | Бэбс Маккей                                       |
| 1939 | кор | Чума с Запада                        | Pest from the West             | Кончита                                           |
| 1939 | ф   | Человек, которого не смогли повесить | The Man They Could Not Hang    | Джанет Саваард                                    |
| 1939 | кор | Три дурачка                          | Three Sappy People             | Шерри Рамсфорд                                    |
| 1939 | ф   | Незнакомец из Техаса                 | The Stranger from Texas        | Джин Браунинг                                     |
| 1939 | кор | Энди Клайд получает цыплёнка         | Andy Clyde Gets Spring Chicken | Джун                                              |
| 1939 | ф   | Одинокий волк охотится на шпионов    | The Lone Wolf Spy Hunt         | девушка в ночном клубе (в титрах не указана)      |
| 1939 | ф   | За этими стенами                     | Outside These Walls            | секретарша (в титрах не указана)                  |
| 1939 | ф   | Пропавшие дочери                     | Missing Daughters              | Нэн (в титрах не указана)                         |
| 1939 | ф   | Хорошие девушки едут в Париж         | Good Girls Go to Paris         | невеста (в титрах не указана)                     |
| 1939 | ф   | Береговая охрана                     | Coast Guard                    | (в титрах не указана)                             |
| 1939 | кор | Тощий бездельник                     | Skinny the Moocher             | гостья на вечеринке (в титрах не указана)         |
| 1939 | ф   | Эти высокие серые стены              | Those High Grey Walls          | медсестра (в титрах не указана)                   |
| 1939 | кор | Рано ложиться, рано вставать         | Oily to Bed, Oily to Rise      | Мэй Дженкинс (в титрах не указана)                |
| 1939 | ф   | Мистер Смит едет в Вашингтон         | Mr. Smith Goes to Washington   | женщина на станции (в титрах не указана)          |
| 1939 | кор | Осторожно, призраки!                 | Beware Spooks!                 | (в титрах не указана)                             |
| 1939 | ф   | Удивительный мистер Уильямс          | The Amazing Mr. Williams       | медсестра (в титрах не указана)                   |
| 1939 | кор | Ужасный лопух                        | The Awful Goof                 | невеста (в титрах не указана)                     |
| 1940 | ф   | Осуждённая женщина                   | Convicted Woman                | Фрэнки Мейсон                                     |
| 1940 | кор | Прокатиться по Скалистым горам       | Rockin' Thru the Rockies       | Флосси                                            |
| 1940 | ф   | Дэдвуд Дик                           | Deadwood Dick                  | Энн Батлер                                        |
| 1940 | ф   | Вверху в воздухе                     | Up in the Air                  | Рита Уотсон                                       |
| 1940 | ф   | Барабаны пустыни                     | Drums of the Desert            | Элен Лярош                                        |
| 1940 | ф   | Хозяйка кафе                         | Cafe Hostess                   | хозяйка кафе (в титрах не указана)                |
| 1940 | кор | Ты нацистский шпион!                 | You Nazty Spy!                 | Матти Харринг (в титрах не указана)               |
| 1941 | ф   | Выходит отец                         | Father Steps Out               | Хелен Мэтьюз                                      |
| 1941 | ф   | Точка любителей свинга               | Tuxedo Junction                | Джоан Гордон                                      |
| 1942 | с   | Опасности Ниоки                      | Perils of Nyoka                | Вултура (15 серий)                                |
| 1942 | ф   | Дорога по каньону                    | Ridin' Down the Canyon         | Барбара Джойс                                     |
| 1943 | ф   | Сквозь горе, тоску и утраты          | So Proudly We Hail!            | лейтенант Тони Дакелли                            |
| 1943 | ф   | О, моя дорогая Клементина            | O, My Darling Clementine       | Клементина Чешир                                  |
| 1944 | с   | Капитан Америка                      | Captain America                | Гейл Ричардс (15 серий)                           |
| 1944 | ф   | Девушка, которая отважилась          | The Girl Who Dared             | Энн Кэролл                                        |
| 1945 | ф   | Приключения Китти О'Дэй              | Adventures of Kitty O'Day      | Глория Уильямс                                    |
| 1945 | ф   | Манекенщица                          | Fashion Model                  | Ивонн Брюстер                                     |
| 1945 | с   | Федеральный оператор 99              | Federal Operator 99            | Рита Паркер (12 серий)                            |
| 1945 | ф   | Скажи это звезде                     | Tell It to a Star              | Мона Сент Клер (в титрах Эдриан Бут)              |
| 1945 | ф   | Дакота                               | Dakota                         | актриса (в титрах не указана)                     |
| 1946 | ф   | Дом на просторах                     | Home on the Range              | Бонни Гарт (в титрах Эдриан Бут)                  |
| 1946 | ф   | Долина зомби                         | Valley of the Zombies          | медсестра Сьюзен Дрейк (в титрах Эдриан Бут)      |
| 1946 | ф   | Человек из Радужной долины           | Man from Rainbow Valley        | Кей Норт (в титрах Эдриан Бут)                    |
| 1946 | с   | Дочь Дона К                          | Daughter of Don Q              | Долорес Куантеро (12 серий, в титрах Эдриан Бут)  |
| 1946 | ф   | С калифорнийского пути               | Out California Way             | Глория Маккой (в титрах Эдриан Бут)               |
| 1947 | ф   | Последнее приграничное восстание     | Last Frontier Uprising         | Мэри Лу Гарднер (в титрах Эдриан Бут)             |
| 1947 | ф   | Вред с Севера                        | Spoilers of the North          | Джейн Костер (в титрах Эдриан Бут)                |
| 1947 | ф   | По орегонской тропе                  | Along the Oregon Trail         | Сэлли Данн (в титрах Эдриан Бут)                  |
| 1947 | ф   | Раскрытый                            | Exposed                        | Джудит Бентри (в титрах Эдриан Бут)               |
| 1947 | ф   | Под колорадским небом                | Under Colorado Skies           | Джулия Коллинз (в титрах Эдриан Бут)              |
| 1948 | ф   | Молния в лесу                        | Lightnin' in the Forest        | Делл Паркер (в титрах Эдриан Бут)                 |
| 1948 | ф   | Калифорнийский смутьян               | California Firebrand           | Джойс Мейсон (в титрах Эдриан Бут)                |
| 1948 | ф   | Галантный легион                     | The Gallant Legion             | Конни Фолкнер (в титрах Эдриан Бут)               |
| 1948 | ф   | Грабители                            | The Plunderers                 | Джули Энн Маккейб (в титрах Эдриан Бут)           |
| 1949 | ф   | Последний бандит                     | The Last Bandit                | Кейт Фоули/Кейт Сэмпсон (в титрах Эдриан Бут)     |
| 1949 | ф   | Укрытие                              | Hideout                        | Бетти, прозвище Ханна Келли (в титрах Эдриан Бут) |
| 1949 | ф   | Бристоун                             | Brimstone                      | Молли Баннистер (в титрах Эдриан Бут)             |
| 1950 | ф   | Тропа на Рок-Айленд                  | Rock Island Trail              | Алита (в титрах Эдриан Бут)                       |
| 1950 | ф   | Дикая орда                           | The Savage Horde               | Леви Вестон (в титрах Эдриан Бут)                 |
| 1951 | ф   | О! Сюзанна                           | Oh! Susanna                    | Лиа Уилсон (в титрах Эдриан Бут)                  |
| 1951 | ф   | Жёлтый плавник                       | Yellow Fin                     | медсестра Джин Эллиотт (в титрах Эдриан Бут)      |
| 1951 | ф   | Морской шершень                      | The Sea Hornet                 | Джинджер Салливан (в титрах Эдриан Бут)           |
| 1966 | тф  | ФБР 99                               | F.B.I. 99                      | Рита Паркер                                       |